# Peix d'ullals
El peix d'ullals (Anoplogaster cornuta) és una espècie de peix abissal pertanyent a la família Anoplogastridae.
El cap és gran, amb grans gargamelles, plagat de moc cavitats traçada per vores serrades i cobert per una fina pell. Els ulls són relativament petits. El cos sencer és d'un color marró fosc a negre i està molt comprimit lateralment, en el fons anterior i progressivament més prim cap a la cua. Les aletes són petites i simples. Les escates estan incrustades en la pell i adopten la forma de plaques primes. Com a compensació per la reducció dels ulls, la línia lateral està ben desenvolupada i es presenta com un solc al llarg dels flancs.